# Wielikokniaziewka
Wielikokniaziewka (ros. Великокнязевка) – wieś (ros. sieło) w południowo-wschodniej Rosji, terytorialnie i administracyjnie należąca do rejonu biełogorskiego, w obwodzie amurskim. 
Według danych statystycznych z 2016 roku wieś Wielikokniaziewka zamieszkiwało 770 mieszkańców. 